# استکهلم (نیوجرسی)
استکهلم (به انگلیسی: Stockholm) یک منطقهٔ مسکونی در ایالات متحده آمریکا است که در هاردیستون واقع شده‌است. استکهلم ۳٬۴۵۷ نفر جمعیت دارد و ۳۱۵ متر بالاتر از سطح دریا واقع شده‌است.